# Jonathan Calleri
Jonathan Calleri, né le 23 septembre 1993 à Buenos Aires, est un footballeur argentin évoluant au poste d'attaquant au São Paulo FC.

## Biographie

### Carrière

#### Débuts argentins
Jonathan Calleri dispute son premier match de Primera División avec le Club Atlético All Boys en 2013 face à Argentinos Juniors. Il entre en jeu à la 73e minute à la place de Javier Cámpora, mais ne peut empêcher la défaite de son équipe 1-0. Par la suite, Calleri joue plusieurs matchs de première division en tant que remplaçant. Il fête sa première titularisation le 7 octobre 2013 contre Godoy Cruz, qui remporte le match 2-0. Calleri marque son premier but en première division contre le Club Atlético Tigre, le match terminant sur un 1-1. Lors de cette saison 2013-2014, il prend part à vingt-huit rencontres, inscrit cinq buts et délivre une passe décisive.
Calleri est ensuite transféré pour environ 300 000 $ au Boca Juniors en juin 2014.

#### Passage brésilien
En janvier 2016, Calleri s'engage avec le CD Maldonado mais est directement prêté.
Le 29 janvier 2016, alors qu'il est annoncé dans de grands clubs européens comme Chelsea ou l'Inter Milan, Calleri est prêté au São Paulo FC au Brésil. Il enchaîne les bonnes performances et termine meilleur buteur de la Copa Libertadores avec neuf réalisations.
Ses performances lui permettent d'être appelé avec l'équipe d'Argentine pour disputer les Jeux olympiques au Brésil au mois d'août 2016. Calleri inscrit un but lors d'une victoire 2-1 contre l'Algérie en phase de groupe. Néanmoins, la compétition tourne court pour les Argentins qui finissent troisième de leur poule et sont donc éliminés. Calleri dispute trois matchs pour une réalisation.

#### Série de prêts en Europe
Calleri est prêté au West Ham United FC en août 2016. Il joue seize matchs de Premier League et marque un but au terme d'une saison décevante.
Calleri est prêté en Espagne le 11 juillet 2017, rejoignant l'UD Las Palmas. Il dispute son premier match de Liga le 18 août lors d'une défaite 1-0 face au Valence CF. Calleri ouvre son compteur dans l'élite espagnole le 26 août en marquant l'unique but de son équipe durant une déroute 1-5 à domicile contre l'Atlético Madrid. Il est l'une des rares satisfactions du club tout au long de la saison qui voit Las Palmas être relégué. Calleri finit son exercice avec neuf buts en championnat.
Le 22 août 2018, il est prêté pour une saison au Deportivo Alavés. L'Argentin fait ses débuts le 16 septembre 2018 contre le Real Valladolid (victoire 1-0). Six jours plus tard, Calleri marque lors d'une victoire 1-5 aux dépens du Rayo Vallecano. Il ne quitte pas son poste de titulaire et inscrit neuf buts, comme la saison précédente, finissant meilleur buteur du club.
Calleri est prêté à l'Espanyol de Barcelone le 26 août 2019 avec une option d'achat de vingt-cinq millions d'euros. Il débute le 1er septembre en remplaçant Wu Lei face au Grenade CF. Le 26 septembre, Calleri délivre une passe décisive à Adrià Pedrosa qui permet à l'Espanyol de mener au score au Celta de Vigo avant que l'équipe ne concède le nul 1-1. Au mois d'octobre, l'Argentin est victime d'un claquage tendineux qui le tient éloigner des terrains pendant un mois. Il marque son premier but le 1er décembre, réduisant le score à 2-4 durant une déroute à domicile contre le CA Osasuna. Le 27 février 2020, Calleri réalise un coup du chapeau lors du match retour des seizièmes de finale de la Ligue Europa contre Wolverhampton. L'Espanyol remporte le match 3-2 à domicile après sa déroute 4-0 à l'aller mais est éliminé de la compétition.
En championnat, malgré des prestations correctes et la confiance d'Abelardo, troisième entraîneur de la saison, Calleri présente de maigres statistiques avec un seul but inscrit et trois passes décisives. L'Espanyol finit dernier de Liga et relégué, une première depuis 1994. L'Argentin quitte le club sans que son option d'achat ne soit levée,.
Le 13 septembre 2020, Calleri est prêté au CA Osasuna pour une saison sans option d'achat.

### Vie privée
Calleri est le neveu de l'ancien footballeur Néstor Fabbri, notamment passé par le FC Nantes.

## Statistiques

### En club
| Saison                | Club                         | Championnat           | Championnat | Championnat | Championnat | Coupe nationale | Coupe nationale | Coupe nationale | Coupe de la Ligue | Coupe de la Ligue | Coupe de la Ligue | Compétition(s) continentale(s) | Compétition(s) continentale(s) | Compétition(s) continentale(s) | Compétition(s) continentale(s) | Autres compétitions | Autres compétitions | Autres compétitions | Total | Total | Total |
| Saison                | Club                         | Division              | M.          | B.          | P.d.        | M.              | B.              | P.d.            | M.                | B.                | P.d.              | Comp.                          | M.                             | B.                             | P.d.                           | M.                  | B.                  | P.d.                | M.    | B.    | P.d.  |
| 2012-2013             | CA All Boys                  | Primera División      | -           | -           | -           | 2               | 1               | 0               | -                 | -                 | -                 | -                              | -                              | -                              | -                              | -                   | -                   | -                   | 2     | 1     | 0     |
| 2013-2014             | CA All Boys                  | Primera División      | 28          | 5           | 1           | -               | -               | -               | -                 | -                 | -                 | -                              | -                              | -                              | -                              | -                   | -                   | -                   | 28    | 5     | 1     |
| Sous-total            | Sous-total                   | Sous-total            | 28          | 5           | 1           | 2               | 1               | 0               | -                 | -                 | -                 | -                              | -                              | -                              | -                              | -                   | -                   | -                   | 30    | 6     | 1     |
| 2014                  | Boca Juniors                 | Primera División      | 15          | 6           | 2           | 1               | 0               | 0               | -                 | -                 | -                 | CS                             | 8                              | 2                              | 1                              | -                   | -                   | -                   | 24    | 8     | 3     |
| 2015                  | Boca Juniors                 | Primera División      | 26          | 10          | 7           | 6               | 2               | 0               | -                 | -                 | -                 | CL                             | 4                              | 3                              | 1                              | -                   | -                   | -                   | 36    | 15    | 8     |
| Sous-total            | Sous-total                   | Sous-total            | 41          | 16          | 9           | 7               | 2               | 0               | -                 | -                 | -                 | -                              | 12                             | 5                              | 2                              | -                   | -                   | -                   | 60    | 23    | 11    |
| 2016                  | São Paulo FC (prêt)          | Brasileirão           | 5           | 3           | 0           | -               | -               | -               | -                 | -                 | -                 | CL                             | 12                             | 9                              | 0                              | 14                  | 4                   | 3                   | 31    | 16    | 3     |
| Sous-total            | Sous-total                   | Sous-total            | 5           | 3           | 0           | -               | -               | -               | -                 | -                 | -                 | -                              | 12                             | 9                              | 0                              | 14                  | 4                   | 3                   | 31    | 16    | 3     |
| 2016-2017             | West Ham United (prêt)       | Premier League        | 16          | 1           | 0           | -               | -               | -               | 1                 | 0                 | 0                 | C3                             | 2                              | 0                              | 0                              | -                   | -                   | -                   | 19    | 1     | 0     |
| Sous-total            | Sous-total                   | Sous-total            | 16          | 1           | 0           | -               | -               | -               | 1                 | 0                 | 0                 | -                              | 2                              | 0                              | 0                              | -                   | -                   | -                   | 19    | 1     | 0     |
| 2017-2018             | UD Las Palmas (prêt)         | Liga                  | 37          | 9           | 3           | 4               | 3               | 0               | -                 | -                 | -                 | -                              | -                              | -                              | -                              | -                   | -                   | -                   | 41    | 12    | 3     |
| Sous-total            | Sous-total                   | Sous-total            | 37          | 9           | 3           | 4               | 3               | 0               | -                 | -                 | -                 | -                              | -                              | -                              | -                              | -                   | -                   | -                   | 41    | 12    | 3     |
| 2018-2019             | Deportivo Alavés (prêt)      | Liga                  | 34          | 9           | 2           | 2               | 0               | 0               | -                 | -                 | -                 | -                              | -                              | -                              | -                              | -                   | -                   | -                   | 36    | 9     | 2     |
| Sous-total            | Sous-total                   | Sous-total            | 34          | 9           | 2           | 2               | 0               | 0               | -                 | -                 | -                 | -                              | -                              | -                              | -                              | -                   | -                   | -                   | 36    | 9     | 2     |
| 2019-2020             | Espanyol de Barcelone (prêt) | Liga                  | 27          | 1           | 3           | 1               | 1               | 0               | -                 | -                 | -                 | C3                             | 6                              | 3                              | 0                              | -                   | -                   | -                   | 34    | 5     | 3     |
| Sous-total            | Sous-total                   | Sous-total            | 27          | 1           | 3           | 1               | 1               | 0               | -                 | -                 | -                 | -                              | 6                              | 3                              | 0                              | -                   | -                   | -                   | 34    | 5     | 3     |
| 2020-2021             | CA Osasuna (prêt)            | Liga                  | 0           | 0           | 0           | 0               | 0               | 0               | -                 | -                 | -                 | -                              | -                              | -                              | -                              | -                   | -                   | -                   | 0     | 0     | 0     |
| Sous-total            | Sous-total                   | Sous-total            | 0           | 0           | 0           | 0               | 0               | 0               | -                 | -                 | -                 | -                              | -                              | -                              | -                              | -                   | -                   | -                   | 0     | 0     | 0     |
| Total sur la carrière | Total sur la carrière        | Total sur la carrière | 188         | 44          | 18          | 16              | 7               | 0               | 1                 | 0                 | 0                 | -                              | 32                             | 17                             | 2                              | 14                  | 4                   | 3                   | 251   | 72    | 23    |

## Palmarès
Boca Juniors
- Championnat d'Argentine : 2015
- Coupe d'Argentine : 2015